# Blogosfera
Blogosfera es el término bajo el cual se agrupa la totalidad de blogs. Debido a que los blogs están conectados por medio de enlaces, han creado y mantenido su propia cultura. Por lo tanto, la blogosfera como palabra y concepto es inherente a los blogs.
Se trata de un sistema en el que se establecen comunidades de blogs, categorizados temáticamente o por perfiles de interés. En efecto, mientras que los blogs por sí mismos son solo un cuaderno en la web, la interconexión de estos es un fenómeno social: al verlos como un todo se pueden determinar claramente tendencias, gustos, popularidad de sitios, objetos, productos, música, películas, libros, como si fuera un ente colectivo.
El conjunto de blogs conectados entre sí se articula a través de enlaces de hipertexto.
La blogosfera es comparable a un sistema biológico y tiene comportamientos clásicos como de selección natural de elementos de replicación de información, lo que nos enlaza con la teoría de los memes de Richard Dawkins. Existen sitios que se encargan de analizar esta tendencia de la blogosfera. Para ello analizan los enlaces entrantes y salientes de cada uno de los blogs listados en sus bases de datos. A partir de estos se pueden determinar temas populares en la blogosfera, tendencias a la alza y a la baja o productos populares entre los autores de los weblogs. En términos de memética, son herramientas que permiten el seguimiento de memes particulares.

## Historia

### La acuñación del término
Se le atribuye al estadounidense Jorn Barger la acuñación del término weblog. Fue hacia finales de 1997 que Barger empleó el término weblog para referirse a su influyente Robot Wisdom. Compuesto por "Web" (Red Informática mundial) y log (registro, cuaderno de bitácora), el vocablo fue adoptado rápidamente por los mismos usuarios.  Y ya en la primavera de 1999, Peter Merholtz partió la palabra en el subtítulo de su página Peterme, de manera que se leía: We blog. Fue así como se creó la versión abreviada de weblog, así como también del verbo que da nombre a la actividad: bloguear.
El caso es que durante 1998 y 1999 pioneros como Barger, Merholtz, Jim Romenesko (The Obscure Store), Cameron Barrett (CamWorld), Lawrence Lee (Tomalak's Realm), Dave Winer (Scripting News) o Dan Gillmor (ejournal) fueron extendiendo la idea; a finales de 1999 había tan sólo 23 blogs en la Red (según la 'page of only weblogs' de Jesse James Garrett, editor de Infosift). En julio de 1999 nacía Pitas, el primer servicio integrado de publicación de blogs gratuito; en agosto vieron la luz Blogger, el más conocido de todos, y GrokSoup7. Como resultado, millones de personas dispusieron a la vez de la capacidad tecnológica y económica de publicar sin restricciones en sus blogs. De esta explosión sociológica en la red, de la difusión de creatividad y de la interacción entre millones de blogueros, nació lo que hoy llamamos blogosfera.
Pero el término original (en inglés) de blogosfera fue creado por Brad L. Graham el 10 de septiembre de 1999 como una broma. En el año 2001 William Quick lo usó de forma mucho más seria, y desde entonces se popularizó.

### Los warblogs
A partir de entonces, el crecimiento de los blogs fue exponencial. Buena parte del impulso de su crecimiento provino de tres momentos históricos clave: los ataques terroristas del 11 de septiembre de 2001 y sus postrimerías, la Segunda Guerra del Golfo y las elecciones estadounidenses de 2004. A raíz de los ataques del 11-S y del progresivo endurecimiento de la política estadounidense, se produjo en EE. UU. un recrudecimiento del enfrentamiento interno, ya elevado tras las polémicas elecciones del 2000. Esto dio lugar a oleadas de blogs con declarada vocación política, unos decididamente a favor y otros muy en contra de la política del gobierno estadounidense del Presidente George W. Bush. En este suceso, la blogosfera conservadora estadounidense se mostró como muy efectiva a la hora de tensar y dirigir el debate político en el país.
El fenómeno se recrudeció en los meses anteriores a la Segunda Guerra del Golfo y en los primeros meses de la ocupación iraquí, con el nacimiento y extensión de un colectivo conocido como los warblogs, weblogs defensores de la invasión y de las justificaciones y motivos alegados para ella. En muchos casos, los warbloggers resultaron ser militares en activo de la campaña (milbloggers) que apoyaban las razones políticas de su presencia en Mesopotamia, contando sus experiencias en primera línea del conflicto casi en directo. Simultáneamente, aparecieron blogs escritos por civiles iraquíes, que contaban la realidad del ataque y la ocupación desde otro punto de vista.

## Dinámica de las blogosferas

### Los lectores
A diferencia de las comunidades virtuales, en los blogs los lectores no tienen ninguna obligación de participar con comentarios. Los lectores pasivos, aquellos que simplemente miran o leen, son denominados genéricamente lurkers en dichas comunidades. Pero en la blogosfera no se hace distinción entre un tipo u otro de lector.

### Red de escala libre
El análisis de los hiperenlaces que conectan grandes agrupaciones de blogs muestran un patrón que se repite sistemáticamente: unos cuantos blogs están muy conectados y reciben un gran número de hiperenlaces, mientras que el resto lo está muy débilmente. Y es que se estructuran a través de la denominada "red de escala libre". 
En ocasiones existen diferencias en el uso de los hiperenlaces según el tipo de blog. Por ejemplo, durante las elecciones presidenciales de 2004 en EE. UU., los blogs de orientación política conservadora se mostraban más proclives a enlazar, incluso a blogs liberales, que estos últimos, según un estudio realizado por Adamic (2005).

## Nichos de blogs
Dentro de la blogosfera se han desarrollado varias sub-comunidades. Estas se han dividido extensamente por géneros como los siguientes:

### Blogs de noticias
Los blogs de noticias se han vuelto tan populares que han creado una fuerte competencia para el periódico impreso tradicional y las revistas de noticias. The Huffington Post, clasificado blog más poderoso del mundo por The Observer en 2008, se ha convertido lugar de referencia para buscar noticias de última hora en todo el mundo. Este es solo uno de los muchos blog de noticias (a menudo unido a las publicaciones impresas) que ha llegado a dominar la notificación de eventos actual.

### Blogs políticos
En Estados Unidos, a menudo están vinculadas a un medio de gran tamaño o News Corporation, como "The Caucus",  afiliada con The New York Times; "CNN Political Ticker"; y  "The Corner", afiliada con National Review.
En España, los blogueros de política se organizan por barrios.
David de Ugarte, consultor y teórico de redes, fundó la primera de estas comunidades blogs organizadas sobre una idea política común. Se llamaba losliberales.org y duró poco. Desacuerdos ideológicos y personales entre los fundadores acabaron con el proyecto aunque no con el modelo. Pero el mismo software fue después el que permitió crear los agregadores de blogs ciberpunk.com, que gestiona David de Ugarte, y redliberal.com, organizado por el bloguero Daniel Rodríguez Herrera, que también trabaja como informático y columnista de Libertad Digital.

### Blogs de chismes
Este tipo de blog se puede atribuir en gran medida a la popularidad de Pérez Hilton, un bloguero que postea sobre celebridades del entretenimiento mediático. Suele publicar fotografías sensacionalistas de las celebridades, acompañadas por títulos y comentarios. El tráfico de Internet se disparó en 2005 a causa de los provocativos y polémicos post en el sitio de Hilto. A su vez, esto provocó la creación de blogs de chismes similares, como TMZ, Jezebel, y The Superficial.

### Blogs de comida
En ellos se comparten recetas y técnicas de cocina para que otros puedan disfrutar. Blogs de alimentos, tales como 101 Cookbooks, Smitten Kitchen, Leite's Culinaria y Simply Recipes sirven como una especie de libro de recetas en línea para los seguidores. A menudo también contienen críticas de restaurantes, reseñas de productos y el paso a paso en fotografías de las recetas. Un ejemplo de bloguero de este género de blogs seria Mikel López Iturriaga, con su blog El comidista, sección del diario El País.

### Blogs de moda
Aquí se les ofrece una visión interna en la industria de la moda. Ejemplos de habla inglesa serían blogs como Racked, The Cut , "Blair Loves" y Fashionista. Además de blogs de noticias de moda, los blogs de moda callejera también se han vuelto extremadamente popular. Los blogueros como Scott Schuman (The Sartorialist), Tommy Ton (Jak y Jil), Jane Aldridge (Sea of Shoes), Bryan Grey-Yambao (bryanboy), y Tavi Gevinson (Style Rookie) son parte de los blogueros de moda que ahora consideran la actualización de su blog un trabajo de tiempo completo.

### Blogs de salud
Cubren temas de salud, eventos y / o contenido relacionados con la industria de la salud y la comunidad en general. Un blog de salud puede cubrir diversas preocupaciones relacionadas con la salud como la nutrición y la dieta, la condición física, el control de peso, enfermedades, el manejo de enfermedades, tendencias sociales que afectan a la salud y análisis acerca de las empresas e investigaciones dedicadas al sector. Un ejemplo de blog de salud sería Hij@s de Eva y Adán, de Rubén García Pérez, que ganó el I Premio Merck al mejor blog de salud en 2012.

### Blogs de entretenimiento
Este tipo de blogs abarca una gran cantidad de temas. De temas frikis, películas, música, cómics, arte, tendencias, etc.
Uno de los más populares es Manhwas PDF Blog

### Otros
Con mencionado a lo anterior, hay blogs sobre muchos temas variados, tanto que es difícil clasificarlos y agruparlos en pocos temas.

## Influencia de los medios tradicionales
Las blogosferas cerradas son el resultado de la irrupción de los medios tradicionales en la comunidad de bitácoras. Los medios tradicionales crean alojamientos de blogs bajo condiciones restringidas: suelen formar una comunidad geográfica (el ámbito de mercado del medio que los aloja), su URL es subsidiaria de la del medio, y están sometidos a control de contenidos por parte del webmaster. Dos de los más grandes ejemplos son los dominios Blogspot y WordPress.
Con la llegada de las redes profesionales, como Grupo de Artes LTD, Medios y Redes, Hipertextual, WeblogsSL, BlogsFarm o ActualidadBlog, y acrecentado por la crisis mundial, el mercado comienza a moverse claramente hacia Internet, convirtiendo las jóvenes pequeñas empresas en los herederos de la prensa del futuro.
La crisis financiera de 2008, ocasionada por los créditos sub prime, hizo que las redes de blogs y los blogueros se vieran más beneficiados, ya que la publicidad por Internet es mucho más económica que en los medios tradicionales y además no destruye árboles y el medio ambiente por el uso de papel.